# I lagens limo
I lagens limo (originaltitel: The Lincoln Lawyer) är en kriminalroman från 2005 skriven av Michael Connelly. Det är den första romanen som handlar om försvarsadvokaten Mickey Haller. 2008 fick den en uppföljare, med titeln Gatans lag. 2011 filmatiserades romanen, med titeln The Lincoln Lawyer och Matthew McConaughey i huvudrollen.

## Karaktärer
- Mickey Haller – försvarsadvokat
- Margaret McPherson – Hallers exfru
- Louis Ross Roulet – anklagad
- Ted Minton
- Jesus Menendez – före detta klient till Haller
- Dwayne Corliss
- Reggie Campo – påstått offer
- Martha Renteria
- Raul Levin